# 건국 (대)
건국(建國)은 중국 대(代) 소성제(昭成帝)의 연호이자 대나라의 유일한 연호이다. 338년 10월에서 376년까지 38년 3개월 동안 사용하였다. 대나라는 실질적인 건국 시조인 탁발의로(拓跋猗盧)가 서진(西晉) 민제(愍帝)에 의해 대왕(代王)으로 봉해짐으로써 건국되었는데, 338년에 즉위한 탁발십익건(拓跋什翼犍) 때에 이르러 체제를 정비하고 연호를 사용하였다. 376년에 전진(前秦)의 부견(苻堅)에 의해 대나라가 멸망하면서 폐지되었다.

## 연대대조표
| 건국                | 원년                           | 2년                 | 3년                             | 4년                 | 5년             | 6년                 | 7년             | 8년                 | 9년                 | 10년                |
| 서력                | 338년                          | 339년               | 340년                           | 341년               | 342년           | 343년               | 344년           | 345년               | 346년               | 347년               |
| 육십간지 (六十干支) | 무술(戊戌)                     | 기해(己亥)          | 경자(庚子)                      | 신축(辛丑)          | 임인(壬寅)      | 계묘(癸卯)          | 갑진(甲辰)      | 을사(乙巳)          | 병오(丙午)          | 정미(丁未)          |
| 동진 (東晉)         | 함강(咸康) 4년                 | 5년                 | 6년                             | 7년                 | 8년             | 건원(建元) 원년     | 2년             | 영화(永和) 원년     | 2년                 | 3년                 |
| 성한 (成漢)         | 옥항(玉恒) 4년 한흥(漢興) 원년 | 2년                 | 3년                             | 4년                 | 5년             | 6년                 | 태화(太和) 원년 | 2년                 | 3년 가녕(嘉寧) 원년 | 2년                 |
| 전량 (前凉)         | 건흥(建興) 26년                | 27년                | 28년                            | 29년                | 30년            | 31년                | 32년            | 33년                | 34년                | 35년                |
| 후조 (後趙)         | 건무(建武) 4년                 | 5년                 | 6년                             | 7년                 | 8년             | 9년                 | 10년            | 11년                | 12년                | 13년                |
| 건국                | 11년                           | 12년                | 13년                            | 14년                | 15년            | 16년                | 17년            | 18년                | 19년                | 20년                |
| 서력                | 348년                          | 349년               | 350년                           | 351년               | 352년           | 353년               | 354년           | 355년               | 356년               | 357년               |
| 육십간지 (六十干支) | 무신(戊申)                     | 기유(己酉)          | 경술(庚戌)                      | 신해(辛亥)          | 임자(壬子)      | 계축(癸丑)          | 갑인(甲寅)      | 을묘(乙卯)          | 병진(丙辰)          | 정사(丁巳)          |
| 동진 (東晉)         | 4년                            | 5년                 | 6년                             | 7년                 | 8년             | 9년                 | 10년            | 11년                | 12년                | 승평(昇平) 원년     |
| 전량 (前凉)         | 36년                           | 37년                | 38년                            | 39년                | 40년            | 41년                | 화평(和平) 원년 | 2년 건흥(建興) 43년 | 44년                | 45년                |
| 후조 (後趙)         | 14년                           | 태녕(太寧) 원년     | 청룡(靑龍) 원년 영녕(永寧) 원년 | 2년                 | -               | -                   | -               | -                   | -                   | -                   |
| 전연 (前燕)         | -                              | -                   | -                               | -                   | 원새(元璽) 원년 | 2년                 | 3년             | 4년                 | 5년                 | 6년 광수(光壽) 원년 |
| 전진 (前秦)         | -                              | -                   | -                               | 황시(皇始) 원년     | 2년             | 3년                 | 4년             | 5년 수광(壽光) 원년 | 2년                 | 3년 영흥(永興) 원년 |
| 염위 (苒魏)         | -                              | -                   | 영흥(永興) 원년                 | 2년                 | 3년             | -                   | -               | -                   | -                   | -                   |
| 건국                | 21년                           | 22년                | 23년                            | 24년                | 25년            | 26년                | 27년            | 28년                | 29년                | 30년                |
| 서력                | 358년                          | 359년               | 360년                           | 361년               | 362년           | 363년               | 364년           | 365년               | 366년               | 367년               |
| 육십간지 (六十干支) | 무오(戊午)                     | 기미(己未)          | 경신(庚申)                      | 신유(辛酉)          | 임술(壬戌)      | 계해(癸亥)          | 갑자(甲子)      | 을축(乙丑)          | 병인(丙寅)          | 정묘(丁卯)          |
| 동진 (東晉)         | 2년                            | 3년                 | 4년                             | 5년                 | 융화(隆和) 원년 | 2년 흥녕(興寧) 원년 | 2년             | 3년                 | 태화(太和) 원년     | 2년                 |
| 전량 (前凉)         | 46년                           | 47년                | 48년                            | 49년 승평(昇平) 5년 | 6년             | 7년                 | 8년             | 9년                 | 10년                | 11년                |
| 전연 (前燕)         | 2년                            | 3년                 | 4년 건희(建熙) 원년             | 2년                 | 3년             | 4년                 | 5년             | 6년                 | 7년                 | 8년                 |
| 전진 (前秦)         | 2년                            | 3년 감로(甘露) 원년 | 2년                             | 3년                 | 4년             | 5년                 | 6년             | 건원(建元) 원년     | 2년                 | 3년                 |
| 건국                | 31년                           | 32년                | 33년                            | 34년                | 35년            | 36년                | 37년            | 38년                | 39년                |                     |
| 서력                | 368년                          | 369년               | 370년                           | 371년               | 372년           | 373년               | 374년           | 375년               | 376년               |                     |
| 육십간지 (六十干支) | 무진(戊辰)                     | 기사(己巳)          | 경오(庚午)                      | 신미(辛未)          | 임신(壬申)      | 계유(癸酉)          | 갑술(甲戌)      | 을해(乙亥)          | 병자(丙子)          |                     |
| 동진 (東晉)         | 3년                            | 4년                 | 5년                             | 6년 함안(咸安) 원년 | 2년             | 영강(寧康) 원년     | 2년             | 3년                 | 태원(太元) 원년     |                     |
| 전량 (前凉)         | 12년                           | 13년                | 14년                            | 15년                | 16년            | 17년                | 18년            | 19년                | 20년                |                     |
| 전연 (前燕)         | 9년                            | 10년                | 11년                            | -                   | -               | -                   | -               | -                   | -                   |                     |
| 전진 (前秦)         | 4년                            | 5년                 | 6년                             | 7년                 | 8년             | 9년                 | 10년            | 11년                | 12년                |                     |

## 같이 보기
- 중국의 연호

| 이전 연호 - | 중국의 연호 대(代) | 다음 연호 - |